# Can Ribalta
|  | Per a altres significats, vegeu «Can Ribalta de Su». |

Can Ribalta és una masia de planta basilical molt transformada al municipi de Cardedeu (Vallès Oriental) protegida com a bé cultural d'interès local. El mas Riba-alta apareix documentat el 1053 per primera vegada. Se li ha atribuït un origen romà, ja que el nom es considera que prové del mot ripa i faria referència a la localització (dalt d'una ribera o a la riba d'un torrent), però no s'han trobat ni evidències documentals ni restes que puguin confirmar-ho. Ara bé, la propietat de Villalba, per la qual també s'apunta l'origen d'una vil·la romana, podria fer-nos pensar que va existir una zona d'explotació en aquella època, com passa també amb altres masos propers geogràficament. L'origen, no obstant, seria medieval, ja que ho posa en evidència un document de 1296, en el qual es fa esment d'una casa i un molí edificats en el lloc anomenat Riba Alta, propietat del monestir de Sant Pau del Camp. D'època moderna són escasses les informacions que podem tenir del mas, que va passar a dependre de Villalba. El 1901 va convertir-se en casa d'estiueig ocupada per Esteve Barangé. Un cop acabada la guerra va ser adquirida per la família Riviere de Villalba i en la dècada de 1940 va ser transformada severament fins a adquirir l'aspecte d'avui. Actualment la casa és la residència dels propietaris i la finca és explotada per l'empresa Vivers de Cardedeu.
Consta de planta baixa, pis i golfa, amb coberta de teula a dues i tres vessants. La façana principal està formada per tres cossos, el central està compost simètricament amb els buits emmarcats amb brancals i llindes de pedra granítica, amb un arquet amb forma de triangle i una creu gravada en elles; en l'eix central d'aquest cos hi ha un portal adovellat.

## Història
1. 1 2  «Can Ribalta». Inventari del Patrimoni Arquitectònic de Catalunya.   Direcció General del Patrimoni Cultural de la Generalitat de Catalunya. [Consulta: 2 setembre 2015].